# Mambo Kurt
Mambo Kurt (kunstnernavn for Rainer Limpinsel, født 1. april 1967) er en tysk musiker og one-man-underholder. Han spiller kendte rock- og popsange på et Yamaha el-orgel. Han spiller bl.a. "Private Dancer", "Sunshine Reggae", "Thunderstruck" og hans måske mest kendte "Raining Blood".
I 1982 blev han kåret til Nordrhein-Westfalens bedste hammondorgelspiller i aldersgruppen 0-14 år.

## Diskografi
- 1998: Lieder zur Weihnachtszeit (ikke længere i handelen)
- 1998: The Return of Alleinunterhalter (Stamm & Belz Records, 19 numre)
- 1999: The Return of Alleinunterhalter (Virgin Music, 15 numre)
- 2000: Back in Beige – The Return of Alleinunterhalter vol. II
- 2002: Ekstase – The Return of Alleinunterhalter vol. 4
- 2004: Sun of a beach – The Return of Alleinunterhalter vol. 5
- 2005: Organized Crime
- 2007: Spiel Heimorgel Spiel